# Гаплогруппа J1 (Y-ДНК)
Гаплогруппа J1 (M267) — Y-хромосомная гаплогруппа, входит в гаплогруппу J.
Гаплогруппа J1 происходит от мутации гаплогруппы J, произошедшей у мужчины, жившего ок. 31 600 лет назад. Последний общий предок современных носителей гаплогруппы J1 жил 27 800 лет назад (даты определены по снипам компанией YFull).
Распространение J1 за пределами Ближнего Востока может быть связано с неолитическими передвижениями народов (J1*) и позже миграциями семито-говорящего населения Ближнего Востока в Испанию, Пакистан и другие регионы.

## Субклады
Известные субклады J1-M267 и соответствующие им SNP мутации по ISOGG-2010:
- - J1 M267
    - J1* -
    - J1a M62
    - J1b M365
    - J1c L136
      - J1c* -
      - J1c1 M390
      - J1c2 P56
      - J1c3 P58
        - J1c3* -
        - J1c3a M367, M368
        - J1c3b M369
        - J1c3c L92, L93
        - J1c3d L147
          - J1c3d* -
          - J1c3d1 L222
            - J1c3d1* -
              - J1c3d1a L65.2/S159.2

По результатам раннего коммерческого тестирования сложилось впечатление, что большинство современных носителей данной гаплогруппы относятся именно к подгруппе J1c3-P58, что уже ныне подтвердилось более широким тестированием и является очевидным фактом.

J1-Z18471 сформировалась около 8100 лет назад и разделилась на субклады J1-Z1842 и J1-L1189/BY94 около 7000 лет назад.

## Распространение

### Ближний Восток

#### Аравийский полуостров
Наибольшая концентрация данной гаплогруппы, субклад J1c3d*, наблюдается в Йемене и Саудовской Аравии, среди палестинцев, в Сирии и Ливане.
Самая многочисленная подгруппа J1c3 (P58) распространена в значительной степени среди евреев и населения Аравийского полуострова. 

#### Плодородный полумесяц и Северная Африка
Также гаплогруппа в целом широко распространена в Леванте и среди семитоязычного населения Северной Африки — например, арабов, ассирийцев, палестинцев-христиан, друзов. Для евреев характерны субклады J1c3* и J1c3d* (коэны). Например корневой субклад J1* (M267), будучи характерным для ассирийцев, народов Дагестана, Чечни, европейцев, у евреев и арабов практически не наблюдается.

#### Турция

Распространение J1

В Восточной Анатолии значительно представлен субклад Z1842.
Частота гаплогруппы J1 заметно падает на границах арабских стран, Чечни и Дагестана с другими странами, такими как Иран и Турция.

### Центральная Азия

#### Казахстан
Гаплогруппа J1 встречается у казахских родов Ысты, Тобыкты, Шапрашты ,Таракты и Сарыуйсын.

#### Кыргызстан
Данная гаплогруппа встречается у кыргызов племени Саяк, но в меньшей степени, т.к. у представителей этого рода в большей степени преобладает другая гаплогруппа(в т.ч. встречается у более 60% кыргызов) – R1a1
. 

### Европа

#### Восточная Европа
Белоруссия – 45%
Восточное Полесье – 9,08%, Запад – 20,37%, Восток – 43,16%, Центр – 39,14%, Север – 78,99%, Западное Полесье – 24,83%

#### Южная Европа
В целом частота J1 в Европе не высока. Однако относительно высокие частоты были зафиксированы в центральных Адриатических районах Италии Гаргано, Пескаре, Паоле, южносицилийской Рагузе, на Мальте, Кипре.

### Кавказ
Абхазо-адыгские народы
- абазины – 2,3%, адыгейцы – 2,0%, абхазы – 1,2%, черкесы – 0,8%.[15]

Аварцы – 68%, чеченцы – 20%, даргинцы – 80%, Лезгины – 43%, Лакцы — 43%
- армяне – 5,3%, северные осетины – 3,8%.[15]

Тюркские народы
- кумыки - 2℅ кубанские ногайцы – 19,5%, карачаевцы – 4,4%.[15] азербайджанцы-1%

## Палеогенетика
- Попово (культура Веретье, Popovo2, grave 4, Архангельская область, Россия, 7500–5000 лет до н. э., М — J1 : U4d)[16]
- J1a2a1a определили у образца ALA124 (бронзовый век, ~1700 лет до н. э.) из Телль-Атчана (Алалах, Турция)[17]
- J1 определили у представителя среднестоговской культуры NEO163 (3771-3536 лет до н. э., U5a2) из могильника Васильевский Кордон 17 близ села Преображенка в Добровольском районе Липецкой области [18]
- MK5008.B0101/BZNK-066/3 (майкопская культура, Марьинская-5, курган 1, погр. 16, Марьинская (Ставропольский край), Россия, 3364–3107 лет до н. э. (4544±25 л. н., MAMS-29810), М — J1 : T1a2)[19]
- Бесланский могильник (железный век, аланы, Беслан, Правобережный район, Северная Осетия, Россия, II–III века). А-80303 — кат.75 — М — J1 : H1c21. А-80304 — кат.36 — М — J1 : K1a3[20]
- J1a2a1a2d2b2b2 (Z1884 и Y2919) определили у представителей ранних авар[21][22]
- J1-CTS1460 выявлен у раннесредневекового образца (206-347 гг. н.э.) из Азербайджана[23]

## Публикации
2009
- Tofanelli S., Ferri G., Bulayeva K.; et al. (April 2009). J1-M267 Y lineage marks climate-driven pre-historical human displacements. European Journal of Human Genetics. 17 (11). doi:10.1038/ejhg.2009.58. {{cite journal}}: Явное указание et al. в: |author= (справка)Википедия:Обслуживание CS1 (множественные имена: authors list) (ссылка)

2010
- Литвинов С. С. Изучение генетической структуры народов Западного Кавказа по данным о полиморфизме Y-хромосомы, митохондриальной ДНК и Alu-инсерций. — Уфа, 2010. — 23 с.

2013
- Kushniarevich A, Sivitskaya L, Danilenko N, et al. Uniparental genetic heritage of belarusians: encounter of rare middle eastern matrilineages with a central European mitochondrial DNA pool. PLOS One (13 июня 2013).

2018
- Mittnik, A., Wang, CC., Pfrengle, S. et al. Author Correction: The genetic prehistory of the Baltic Sea region. Nature Communications (11 апреля 2018).
- Афанасьев Г.Е., Коробов Д.С. Северокавказские аланы по данным палеогенетики // Этногенез и этническая история народов Кавказа. — Грозный, 2018. — С. 180—191. — ISBN 978-5-4314-0346-0.

2019
- Wang, C., Reinhold, S., Kalmykov, A. et al. Ancient human genome-wide data from a 3000-year interval in the Caucasus corresponds with eco-geographic regions. Nature Communications (4 февраля 2019). Архивировано 16 мая 2018 года.

2021
- Sahakyan, H., Margaryan, A., Saag, L.; et al. (March 2021). Origin and diffusion of human Y chromosome haplogroup J1-M267. Scientific Reports. 11. doi:10.1038/s41598-021-85883-2. {{cite journal}}: Явное указание et al. в: |author= (справка)Википедия:Обслуживание CS1 (множественные имена: authors list) (ссылка)